# Єзупільська селищна територіальна громада
Єзупільська територіальна громада — територіальна громада в Україні, в Івано-Франківському районі Івано-Франківської області. Адміністративний центр — селище Єзупіль.
Утворена 30 липня 2019 року шляхом об'єднання Єзупільської селищної ради та Ганнусівської сільської ради Тисменицького району.
Єзупільська територіальна громада утворена 30 липня 2019 року згідно рішення ХХУІІІ-ї сесії Єзупільської селищної ради УІІ-го скликання «Про добровільне об’єднання територіальних громад» і включала два населених пункти: смт Єзупіль та с. Ганнусівка. 22 грудня 2019 відбулися вибори до Єзупільської селищної об’єднаної територіальної громади в котру ввійшли Єзупільська селищна та Ганнусівська сільська ради Тисменицького району з адміністративним центром в смт Єзупіль. В результаті місцевих виборів, які відбулися 25 жовтня 2020 року, до Єзупільської територіальної громади з центром в селищі міського типу Єзупіль Івано-Франківського району Івано-Франківської області увійшли п’ять населених пунктів: смт Єзупіль, с.Ганнусівка, с.Довге, с.Стриганці та с.Побережжя. Територія громади входить до складу Прикарпаття та межує з Дубівецькою, Галицькою, Ямницькою, Івано-Франківською, Тисменицькою, Тлумацькою територіальними громадами та Монастирською територіальною громадою Тернопільської області. Розміщується в помірному кліматичному поясі, клімат тут помірно-континентальний. Зима тут не дуже морозна, а літо спекотне. На клімат найбільше впливає географічна широта, а також абсолютна висота над рівнем моря (270м). Внутрішні води представлені ріками Дністер та її притокою рікою Бистриця. Дністер – це перша за величиною річка Івано-Франківщини. Ширина долини Дністра в районі Єзуполя 2-2,5 км. Саме через центр селища Єзупіль проходить дорога державного значення Тязів-Снятин (Р20). Це зумовлює перенасичений рух автотранспорту та пішоходів. Через селище Єзупіль проходить збудована у 1866 році залізниця Львів-Івано-Франківськ.
В громаді функціонують церковні організації: римо-католицький костел, УГКЦ Святого Миколая в смт Єзупіль, УГКЦ Святого Миколая в с. Побережжя, УГКЦ «Пресвятої трійці» в с.Стриганці, УГКЦ «Різдва Пресвятої Богородиці» та Св. Онуфрія в с.Ганнусівка , УГКЦ «Воскресіння Христове» та УАПЦ «Воскресіння Христове» в с.Довге . Церква «Духова криниця» є дочірньою церквою Святого Миколая смт Єзупіль. В галузі освіти мають свою матеріальну базу – два ліцеї та дві гімназії, заклад дошкільної освіти «Сонечко». 
В селищі функціонує Школа мистецтв. До послуг населення громади – міська лікарня, поліклініка, три амбулаторії та два ФАПи, обласний дитячий санаторій «Єзупіль», аптека, відділення кредитної спілки «Станіславська», Народний дім, три будинки культури та шість бібліотек, центр дозвілля, краєзнавчий музей, пожежна частина, Дністровське лісництво, дві пекарні, ковбасний цех, цех сушки дерева, млин та 28 магазинів. Економіка Єзупільської громади представлена найбільшими підприємствами: ТзОВ «Стриганецький кар’єр», ДП «Спецзалізобетон» ВАТ «Івано-Франківськцемент», ТзОВ « Західбудсервіс». Основну частину земель орендують сільськогосподарські підприємства ТОВ ВТФ «Угринів», ТОВ «Контінентал Фармерз Груп», ТОВ «Акріс –Захід», які використовують сучасну техніку та технології. На території громади переважають особисті селянські господарства, для яких характерні: невелика площа господарства, використання ручної робочої праці.

## Населені пункти
До складу громади входять селище Єзупіль і 4 села:
- Ганнусівка
- Довге
- Побережжя
- Стриганці